# Красный пруд (Измайлово)
Красный пруд — водоём, расположенный на территории Измайловского лесопарка. Находится в течении Красного ручья.
Водоём представляет собой вытянутый пруд, с расширением на севере и с сужением на юге в заболоченной дельте Красного ручья. Общая длина между северным и южным берегами составляет около 375 метров (по дуге ручья) и 360 метров (по прямой).
Происхождение названия можно объяснить расположением Красного (царского) двора недалеко от водоёма.

## Описание водоёма

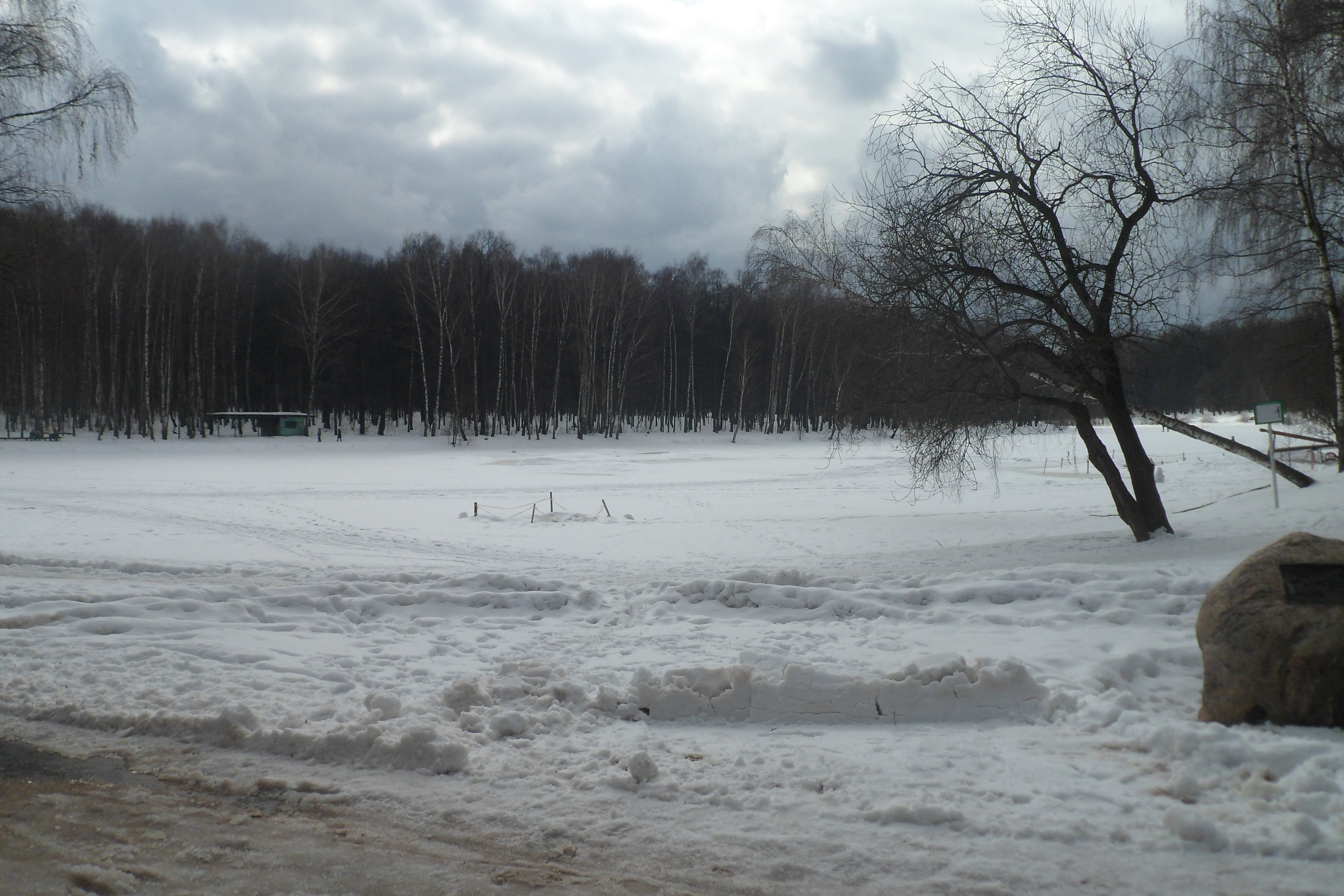
Красный пруд зимой

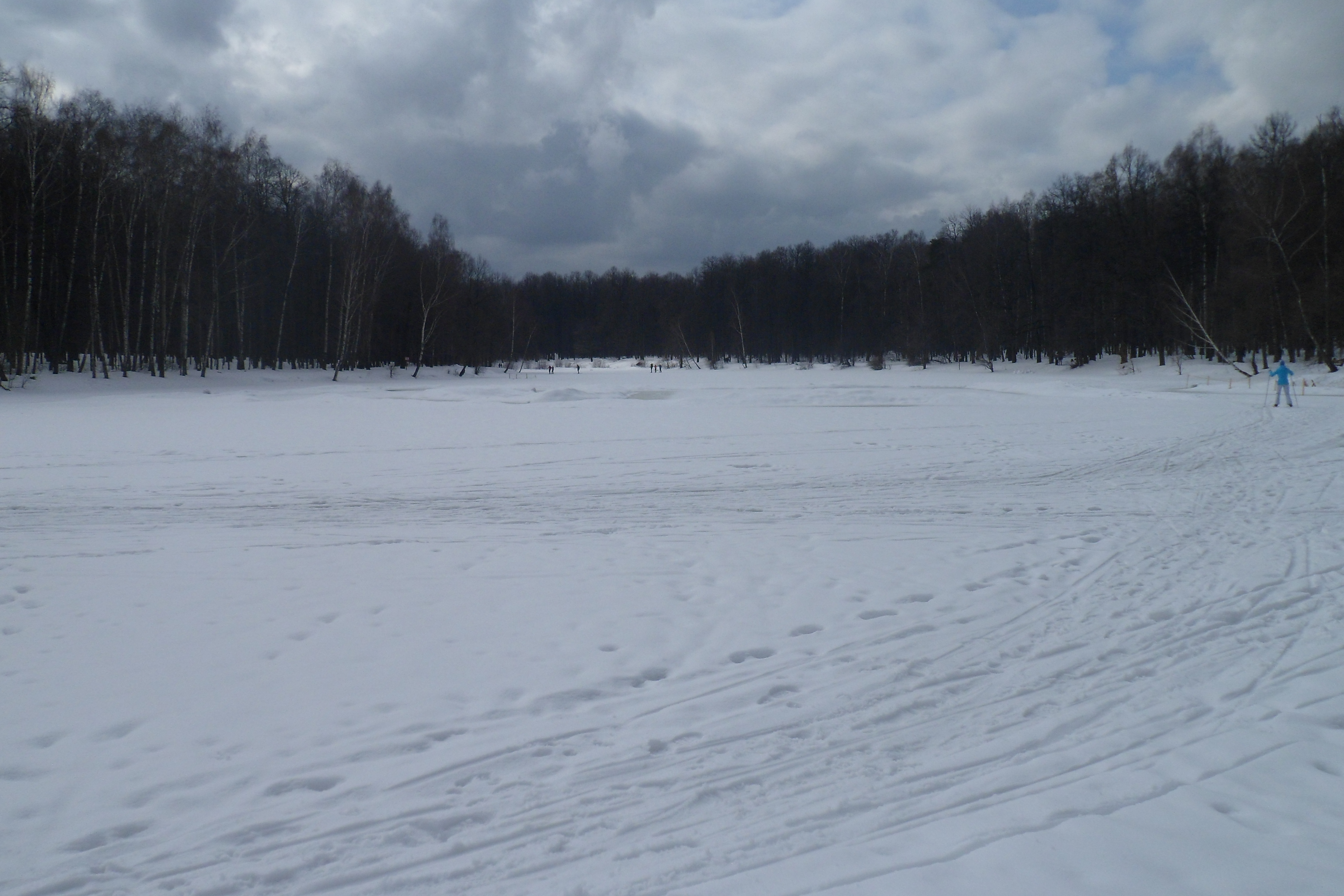
Красный пруд зимой

Ранее до 1970-х годов пруд имел естественный северный берег с просекой и мостом, по которому проходила дорога от Царской Пасеки к Измайловскому парку на запад. Красный пруд был в несколько раз меньше, чем сейчас: вся его южная половина была заросшим болотом на Красном ручье.
Вокруг пруда береговая линия представляет собой невысокие поросшие берега, с дубовой рощей — на восточном берегу; на севере, под плотиной, в долине Красного ручья — березовая роща, на западе — липовые заросли, которые и расположены в болотистой долине Красного ручья. Дельта же представляет заболоченные поросшие островки с невысокими ивами, также на поверхности кочек произрастают фиалки и осока.